# Еднопръста амфиума
Еднопръстата амфиума (Amphiuma pholeter) е вид земноводно от семейство Амфиуми (Amphiumidae). Видът е почти застрашен от изчезване.

## Разпространение
Разпространен е в САЩ.

## Описание
Популацията на вида е намаляваща.